# Дом Е. А. Березина
Дом Е. А. Березина — памятник градостроительства и архитектуры в историческом центре Нижнего Новгорода. Построен в 1911 году. Автор проекта не установлен. 
Жилой дом является ярким примером нижегородского деревянного модерна начала XX века и распространённым в городе типом доходного деревянного дома на четыре квартиры. В настоящее время он относится к единичным сохранившимся объектам деревянного зодчества данного типа в Нижнем Новгороде.      

## История
Жилой дом расположен на улице Маслякова (бывший Прядильный переулок) в центральной части Нижнего Новгорода (историческая территория «Старый Нижний Новгород»). На плане города 1852—1853 годов участок под будущим домом был пустопорожним. В конце XIX века участок земли был куплен Е. А. Березиным. В 1901 году на участке были выстроены деревянные службы и лавка. В 1911 году вблизи Ново-Базарной площади (площадь им. М. Горького) был выстроен деревянный дом в стиле модерн, автор проекта не установлен.          

## Архитектура
Дом двухэтажный деревянный, бревенчатый с дощатой обшивкой горизонтальными досками по всем фасадам, стоит на каменном цоколе с подвалом. В плане имеет прямоугольную форму. Главный фасад асимметричен за счёт головного убора и входной двери, которые расположены со смещением от оси симметрии, которая подчёркнута прямоугольным слуховым окном на скатной кровле со стороны главного фасада. На южном фасаде расположен выступающий объём лестницы, на западном — объём приставных террас. 
Парадный фасад имеет восемь световых осей, двустворчатые входные двери с характерным для модерна динамичным рисунком. Над дверьми врезано горизонтальное узкое окно, установлен односкатный криволинейный навес, поддерживаемый четырьмя кронштейнами в виде трёх стоек. Окна имеют одинаковые размеры, с прямоугольными наличниками в виде рамок, украшенных выпусками подоконников, вертикальными зубчиками, «ушками» в виде абриса упрощённых волют, кронштейнами, накладными элементами в виде квадратов, на которых выступает круглый элемент в виде «таблетки». 
Угловые пилястры имеют рисунок в верхней и нижней части в виде накладных дощечек с фигурными краями, на которых установлены три горизонтальные параллельные рейки. На фасадах имеются горизонтальные междуэтажные пояски. Головной убор здания по своей пластике контрастирует с рационалистическим характером фасадов, создавая активный силуэт. Внутри дома сохранились двери, фурнитура, лестница с чугунным ограждением, имеющим сложный геометрический орнамент, переплетённый со стилизованным растительным орнаментом.                      